# Clàudia Pròcula
Clàudia Pròcula és, segons la tradició, l'esposa de Ponç Pilat, no esmentada pel seu nom al Nou Testament, però tradicions alternatives cristianes li van donar el seu nom: Santa Pròcula, proclama, Prokla, Perpètua o Clàudia Pròcula.
Dels quatre evangelis, només l'esmenta el de Mateu. Segons Mateu, ella li va enviar un missatge al seu espòs on li deia: «Desentén-te del cas d'aquest just. Avui, en somnis, he patit molt per causa d'ell.» ［Mt 27:19］
El nom Clàudia només apareix una vegada al Nou Testament, a II Timoteu ［2 Tm 4:21］ « Et saluden Eubul, Púdens, Linus, Clàudia i tots els germans. » No obstant això, no hi ha res que suggereixi que aquesta Clàudia fora l'esposa de Pilat.

## Santedat
Clàudia és reconeguda com a santa segons dues esglésies al cristianisme oriental: l'Església Ortodoxa Oriental i l'Església Ortodoxa Etíop. A l'Església Ortodoxa Oriental, se celebra el 27 d'octubre. L'Església Ortodoxa d'Etiòpia celebra Pilat i Pròcula junts el 25 de juny.